# Фиорделиза Мария Сфорца
Фиорделиза Мария Сфорца (на италиански: Fiordelisa Maria Sforza; * 1453, Кремона, Миланско херцогство; † 1522, вер. Милано) е италианска благородничка от семейство Сфорца.

## Произход
Тя е извънбрачна дъщеря на Франческо I Сфорца (* 1401, † 1466), херцог на Милано (от 1450 г.), и неизвестна жена. На 16 октомври 1448 г. е узаконена от папа Николай V заедно с всичките извънбрачни деца на баща ѝ.
Има една полусестра от първия брак на баща си с Полисена Руфо, седем или осем полубратя и две или три полусестри от третия му брак с Бианка Мария Висконти, както и тридесет и четири полубратя и полусестри от извънбрачните му връзки.

## Биография
През 1473 г., за да помири семейство Манфреди и Сфорца, е сгодена от полубрат си херцог Галеацо Мария за наемника Гуидачо Манфреди, син на Тадео Манфреди – господар на Имола. Гуидачо е трябвало да се ожени за дъщерята на херцога Катерина Сфорца, но Сфорца я кара да се омъжи за по-добра партия – Джироламо Риарио, племенник на папа Сикст IV. Така Риарио става господар на Имола.

## Брак и потомство
∞ 1473 за наемника Гуидачо Манфреди (Гуидантонио Манфреди, Гуидантонио да Фаенца) († ок. 1499), венециански патриций, господар на Фаенца, Банякавало, Маса Ломбарда, Имола, Руси, Модиляна, Довадола, Риоло Терме, син на Тадео Манфреди – господар на Имола, от когото няма деца.